# Негниючниковые
Негниючниковые, или маразмиевые (лат. Marasmiaceae) — семейство грибов порядка Агариковые (Agaricales). По данным «Словаря грибов…» включает 54 рода и около 1590 видов.
Lentinula edodes является широко культивируемым съедобным грибом. Некоторые виды содержат мускарин и иллюдины. Ряд видов Moniliophthora являются растительными патогенами.

## Описание
- Плодовые тела обычно шляпконожечные, иногда люминесцентные.
- Шляпка выпуклая или колокольчатая, иногда с подвёрнутым краем, волосистая, волоски обычно коричневеют при контакте с йодом, или же  железистая.
- Ножка центральная или эксцентрическая, нитевидная или мясистая, иногда волосистая, обычно без остатков покрывала.
- Гименофор пластинчатый, пластинки иногда сужаются к ножке, у некоторых видов с коллариумом.
- Споры эллипсоидные, шаровидные, булавовидные или цилиндрические, гладкие, бесцветные, неамилоидные. Базидии цилиндрические или булавовидные.

## Экология
Сапротрофы, произрастающие на мёртвой древесине и мусоре, или паразиты живых деревьев.

## Таксономия
Семейство было выделено из Tricholomataceae. Из Негниючниковых иногда выделяется семейство Omphalotaceae Bresinsky 1985 с родами Omphalotus, Lampteromyces и Lentinula. Обнаружена полифилетичность рода Marasmius, некоторые виды которого более родственны этим родам, чем другим родам семейства Marasmiaceae.

### РодыMarasmiaceaesensu lato
- Amyloflagellula Singer, 1966
- Anastrophella E. Horak & Desjardin, 1994
- Anthracophyllum Ces., 1879
- Aphyllotus Singer, 1973
- Baeospora Singer, 1938 — Беоспора
- Calyptella Quél., 1886
- Campanella Henn., 1895
- Cephaloscypha Agerer, 1975
- Chaetocalathus Singer, 1942
- Clitocybula (Singer) Singer ex Métrod, 1952 — Клитоцибула
- Crinipellis Pat., 1889
- Cymatellopsis Parmasto, 1985
- Dactylosporina (Clémençon) Dörfelt, 1985
- Deigloria Agerer, 1980
- Epicnaphus Singer, 1960
- Favolaschia (Pat.) Pat., 1895
- Fissolimbus E. Horak, 1979
- Gerronema Singer 1951
- Glabrocyphella W.B. Cooke, 1961
- Gloiocephala Massee, 1892
- Gymnopus (Pers.) Roussel, 1806
- Hispidocalyptella E. Horak & Desjardin, 1994
- Hydropus Kühner ex Singer, 1948
- Lactocollybia Singer, 1939
- Lampteromyces Singer, 1947
- Lecanocybe Desjardin & E. Horak, 1999
- Lentinula Earle, 1909 — Лентинула
- Macrocystidia Joss., 1934
- Manuripia Singer, 1960
- Marasmiellus Murrill, 1915
- Marasmius Fr., 1835 — Негниючник, или Маразмиус
- Megacollybia Kotlába & Pouzar, 1972 — Мегаколлибия
- Metulocyphella Agerer, 1983
- Micromphale Gray, 1821 — Микромфале
- Moniliophthora H.C. Evans, Stalpers, Samson & Benny, 1978
- Mycetinis Earle, 1909
- Neonothopanus R.H. Petersen & Krisai, 1999
- Nochascypha Agerer, 1983
- Nothopanus Singer, 1944
- Omphalotus Fayod, 1889 — Омфалот
- Palaeocephala Singer, 1962
- Phaeodepas D.A. Reid, 1961
- Pleurocybella Singer, 1947
- Pseudotyphula Corner, 1953
- Rectipilus Agerer, 1973
- Rhodocollybia Singer, 1939
- Skepperiella Pilát, 1927
- Stromatocyphella W.B. Cooke, 1961
- Tetrapyrgos E. Horak, 1987
- Trogia Fr., 1835